# Comuna Holubivka, Rujîn
Holubivka (în ucraineană Голубівська сільська рада) este o comună în raionul Rujîn, regiunea Jîtomîr, Ucraina, formată din satele Ceremuha și Holubivka (reședința).

## Demografie
Componența lingvistică a comunei Holubivka
     Ucraineană (98,88%)
     Rusă (1,12%)
Conform recensământului din 2001, majoritatea populației comunei Holubivka era vorbitoare de ucraineană (98,88%), existând în minoritate și vorbitori de rusă (1,12%).